# Isaiah Whitehead
Pour les articles homonymes, voir Whitehead.
Isaiah Whitehead, né le 8 mars 1995 à Brooklyn, New York, est un joueur américain de basket-ball. Il évolue aux postes de meneur et d'arrière.

## Biographie
À ça sortie de lycée, il est classé 14ème parmi les meilleurs espoirs du pays, et deuxième meilleur à son poste, par le classement d'Espn. Il est d'ailleurs invité à participer au Mcdonald's All-American game, un match dans lequel vont s'affronter les meilleurs espoirs du pays ayant terminé leur cycle lycéen.

### Carrière universitaire
Le 18 mars 2016, il annonce sa candidature à la draft 2016 de la NBA.

### Carrière professionnelle
Le 23 juin 2016, Whitehead est sélectionné par le Jazz de l'Utah à la 42e position de la draft 2016 de la NBA. Le lendemain, il est transféré chez les Nets de Brooklyn contre les droits sur le 55e choix de la draft 2016 (Marcus Paige) et une compensation financière.
Le 8 juillet, il signe avec les Nets et participe avec l'équipe à la NBA Summer League 2016.

## Statistiques

### Universitaires
Les statistiques en matchs universitaires d'Isaiah Whitehead sont les suivantes :
| Saison    | Équipe     | Matchs | Titul. | Min./m | % Tir | % 3pts | % LF | Rbds/m. | Pass/m. | Int/m. | Ctr/m. | Pts/m. |
| --------- | ---------- | ------ | ------ | ------ | ----- | ------ | ---- | ------- | ------- | ------ | ------ | ------ |
| 2014-2015 | Seton Hall | 22     | 19     | 27,8   | 36,7  | 34,6   | 74,6 | 3,86    | 3,55    | 1,36   | 0,64   | 12,05  |
| 2015-2016 | Seton Hall | 34     | 32     | 32,3   | 37,9  | 36,5   | 76,0 | 3,59    | 5,09    | 1,18   | 1,44   | 18,18  |
| Total     |            | 56     | 51     | 30,5   | 37,5  | 35,9   | 75,7 | 3,70    | 4,48    | 1,25   | 1,12   | 15,77  |

## Palmarès
- AP Honorable Mention All-American (2016)
- Haggerty Award (2016)
- First-team All-Big East (2016)
- Big East All-Rookie team (2015)
- Big East Tournament MOP (2016)
- McDonald's All-American (2014)
- Jordan Brand Classic selection (2014)
- Parade All-American (2014)
- Mr. New York Basketball (2014)